# Miles Davis Quintet, Philharmonic Hall at Lincoln Center, New York City, 12 février 1964
Albums de Miles Davis
Miles Davis in Europe
(1963) Miles in Tokyo
(1964)
Albums enregistrés en public du Miles Davis Quintet le 12 février 1964 au Philharmonic Hall, Lincoln Center à New York.

## Historique
Le quintet joua dans le cadre d'une soirée en faveur des luttes électorales pour l'égalité raciale. C'est la dernière participation du saxophoniste George Coleman dans la formation ; il sera évincé du groupe par le jeune batteur Tony Williams qui le jugea trop classique et pas assez « free. »

Le concert est resté dans l'histoire du jazz comme un des meilleurs "live" de Miles Davis, devant un public, des critiques et une salle impressionnants.
Il existe différentes versions de l'enregistrement sous les noms de :
"Four" & more et Miles Davis in Concert, My Funny Valentine (Columbia) ainsi qu'une version non officielle Miles Davis Quintet (Giants of jazz),
À noter la remarquable version de "My Funny Valentine" par Miles Davis au sommet de son art.

## Quintet
- Miles Davis (trompette)
- Herbie Hancock (piano)
- Ron Carter (contrebasse)
- George Coleman (saxophone ténor)
- Tony Williams (batterie)

## Albums et titres

### "Four" & more
1. So What (M. Davis) - (9:10)
2. Walkin' (Richard Carpenter) - (8:08)
3. Joshua (V. Feldman) / Go Go (Theme and annoucement) - (11:13)
4. Four - (6:19)
5. Seven Steps to Heaven (V. Feldman, Miles Davis) - (7:46)
6. There is No Greayer Love / Go Go (Theme and annoucement) - (11:26)

### Miles Davis in Concert, My Funny Valentine
1. Introduction by Mort Fega - (1:40)
2. My Funny Valentine (Richard Rodgers, Lorenz Hart) - (14:55)
3. All of You (Cole Porter) - (14:40)
4. Go-Go (Theme And Re-Introduction) - (1:45)
5. Stella by Starlight (Ned Washington, Victor Young) - (13:02)
6. All Blues (M. Davis) - (8:51)
7. I Thought about You (Johnny Mercer, Jimmy Van Heusen) - (11:13)

### Miles Davis Quintet(Bootleg)
1. Four - (6:16)
2. My Funny Valentine (Richard Rodgers, Lorenz Hart) - (14:52)
3. All of You (Cole Porter) - (14:46)
4. All Blues (M. Davis) - (8:51)
5. So What (M. Davis) - (9:08)
6. Walkin' (R. Carpenter) - (8:10)
7. Joshua (V. Feldman) - (9:30)
8. Go Go - (1:38)